# Hungária körgyűrű
A Hungária körgyűrű Budapest harmadik körútja a Kiskörút és a Nagykörút után, a Belvárosból kifelé haladva. Ma a főváros egyik legforgalmasabb útja. Északról dél felé haladva a Róbert Károly körút, a Hungária körút és a Könyves Kálmán körút alkotja.

## Története
A Fővárosi Közmunkák Tanácsa már 1871-ben kiírt egy nemzetközi pályázatot a hamarosan (1873-ban) létrejövő Budapest fejlődésének koncepciójára. Lechner Lajos az erre beadott pályázatában vetette fel először egy külső pesti körút ötletét, ami messze kívül, az akkori Pest város határa mentén futott volna. Pest, Buda és Óbuda lakossága ekkor együttesen volt háromszázezer fő körül, a terv mégis már ekkor milliós várossal számolt, évtizedekkel előre gondolkodva. A Közmunkatanács 1872. június 2-i ülésén fogadta el saját műszaki osztályának tervezetét egy „külső nagykörútra”, ami félkörívben ölelte körül Pest városát.
A párizsi körgyűrűrendszer mintájára kigondolt utat egyben egy új városfal nyomvonalának is gondolták. A korabeli terv fő hiányossága az volt, hogy nem gondolta tovább az utat Budán, mindkét végén a Dunának ütköztetve végződött.

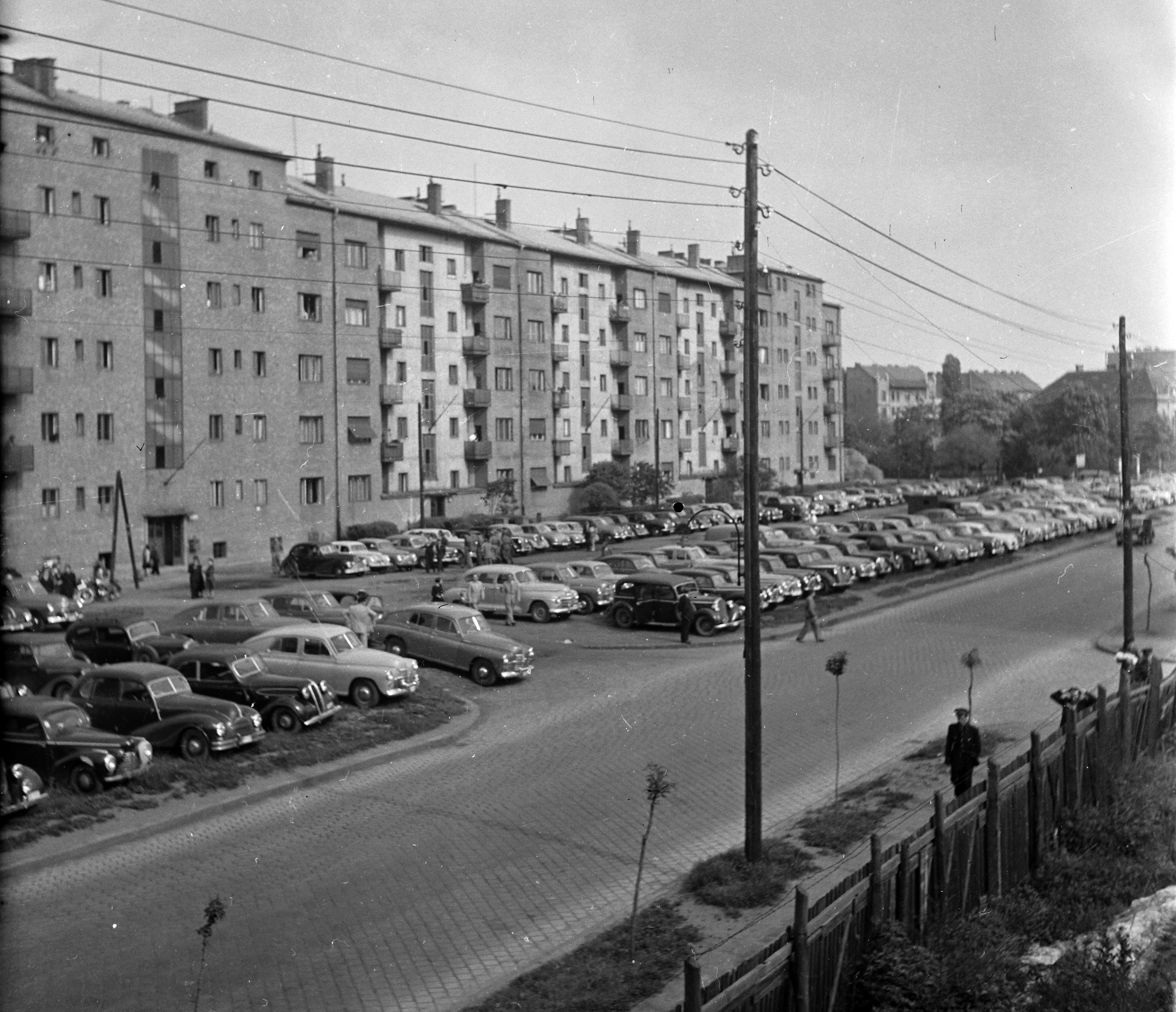
A Hungária körút a Mogyoródi út felé nézve 1954-ben

Ugyan egészen az 1896-os millenniumi ünnepségekig nem épült meg rendesen az út, a helyet a kezdetektől meghagyták neki. Ezt persze nem mindenki vette figyelembe, például ezért törik meg a szabályos, egyenes szelvényekből álló, végig ugyanazon irányba kanyarodó, szerkesztett körív a Közvágóhídnál. Ezt akkoriban egyszerűen a kijelölt útvonalra építették, ami miatt a Ferencváros vasútállomásnál az egyenes szelvény kénytelen volt az ívvel ellentétes irányú kanyarban megtörni.
1937-ben a Fővárosi Közmunkák Tanácsa döntése nyomán a körgyűrű egyes szakaszai külön elnevezést kaptak, így azóta a XIII. kerületi szakasz teljes hosszában a Róbert Károly körút, a ferencvárosi és részben józsefvárosi-kőbányai szakaszok (a Budapest–Sátoraljaújhely-vasútvonaltól a Dunáig) pedig a Könyves Kálmán körút nevet viselik. Az eredeti elnevezést már csak a XIV. kerületi szakasz őrzi, illetve a józsefvárosi-kőbányai rész a Budapest–Sátoraljaújhely-vasútvonalig a XIII. kerülettől.
A két végpontja a mai Árpád híd pesti hídfője, illetve a mai Rákóczi híd pesti hídfőjétől északra voltak (pontosabban az akkor még nem létező hidak helyén a Duna-part). A budai folytatást hamar kigondolták, már 1903-ban pályázatot írtak ki rá, ám a forráshiány, majd az első és a második világháború is hátráltatták elkészültét, így az Árpád híd csak 1950-re készült el, akkorra is csak fél szélességben (ami így a többi híddal ellentétben a Budapest ostroma alatt elkerülte a felrobantást is). 

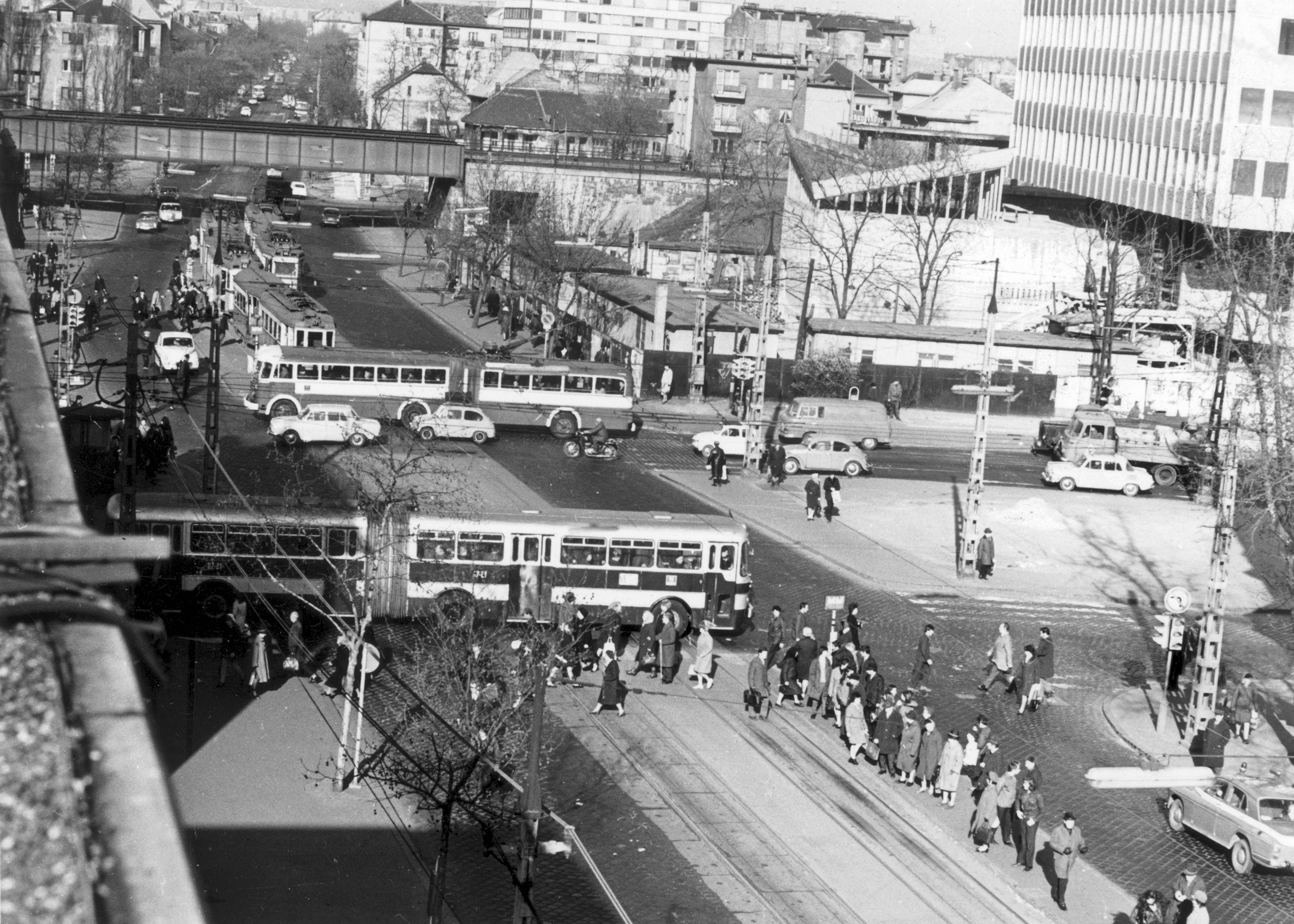
A Hungária és a Thököly út kereszteződése 1967-ben az 1948-ban átadott Zugló vasúti megállóhelynél

A városligeti felüljárók építése 1967-ben kezdődött. A felüljáró építése során az útátjáró helyét teljesen igénybe vették, így a terelőutak kijelölésével a Róbert Károly körút és a Hungária körút között, a Budapest–Szob-vasútvonalon és a Budapest–Záhony-vasútvonalon átvezető szintbeni kettős sorompót 1967 nyarán szüntették meg. Az irányonként két forgalmi sávos felüljáró 1969-ben készült el. Kiszélesítése irányonként három sávosra 1985-re, közepén a Kacsóh Pongrác útig hosszabbított 1-es villamos pályájával 1987-ben készült el. Mellette a szintbeni útátjárót nem számolták fel teljesen. A felüljáró alatt a vasúti delta által közre zárt terület (Hajtsár út) megközelítésére egy szakasza megmaradt, ennek a városi forgalomban betöltött szerepe azonban jelentéktelen. Ezzel párhuzamosan az M3-as autópálya fővárosi bevezető szakaszának torkolata a Hungária körút torkolatában 1980–1982 között épült. A kiszélesített Kacsóh Pongrác út elején 1970-ben épült régi, irányonként egy sávos mellé ekkor épült a két szélső, két sávos felüljáró, amely egyben a Budapest–Záhony-vasútvonalat is áthidalja a Városligeti elágazás fölött.
Az Árpád híd 1980–1984 között nyerte el mai szélességét. 1981-től az óbudai Bécsi úttól kezdve kezdve párhuzamosan építették ki az irányonként három forgalmi sávval együtt az 1-es villamos pályáját az út közepén, ami csak 2000-ben ért el a Rákóczi hídig. 
A Thököly út és a Mogyoródi út között 1993-ig, a Könyves Kálmán körúton, a Mester utca és Gyáli út között szakaszon 1995-ig volt mindössze irányonként két sáv széles az úttest, aszfalt helyett az eredeti bazaltkockakő burkolattal. Az Üllői úti csomópont felett átívelő felüljáró a Népligetnél 1978-ban készült el. A körút déli, ferencvárosi részét már csak a rendszerváltás után építették ki mai formájára, Budára pedig csak 1995-ben vezették át; ekkor készült el ugyanis az 1992-ben elkezdett Rákóczi híd. 1996-ban elkészült az M5-ös autópálya fővárosi bevezető szakaszának becsatlakozása a Gyâli út mentén.
2015. március 20-tól a körút folytatásának számító Rákóczi hídon keresztül átvezetve, végül 2019 nyara óta már Kelenföld vasútállomásig meghosszabbítva halad az 1-es villamos viszonylat.
A Salgótarjáni utca és a Kőbányai út közötti úgynevezett „Dohánygyári aluljáró” a Budapest–Hegyeshalom–Rajka-vasútvonal, a Budapest–Sátoraljaújhely-vasútvonal és a Budapest–Újszász–Szolnok-vasútvonal alatt a körgyűrű keskenyre és alacsony belmagasságúra megépített, eredetileg irányonként két sávos műtárgya. Mivel jelenleg az északi irány forgalma itt halad át, a 3,8 méternél magasabb rakományú járművek számára ez a szakasz ebben az irányban nem járható. A déli irány 1997-1999 között épült épült aluljárója már mélyebb és szélesebb, 2000 óta a villamos is ezen közlekedik.
Mai, irányonként három sávos formáját is csak a motorizáció berobbanása után, a 20. század folyamán nyerte el. Teljes kiépülése az 1871-es kigondolásától az ezredfordulóig, azaz majdnem 130 évig tartott.
A körgyűrű ma Budapest legfontosabb, ennélfogva legforgalmasabb útvonalainak egyike. A nyugati szektor kivételével az időközben kiépült M0-s körgyűrű mára átvette a nehéz gépjárművek és a kamionok okozta többlet terhelést, a személyautó és a kisebb súlyú teherforgalom azonban változatlan mértékű maradt, hétköznapokon gyakoriak a torlódások.

## Nevezetes épületek, létesítmények
- Dagály fürdő

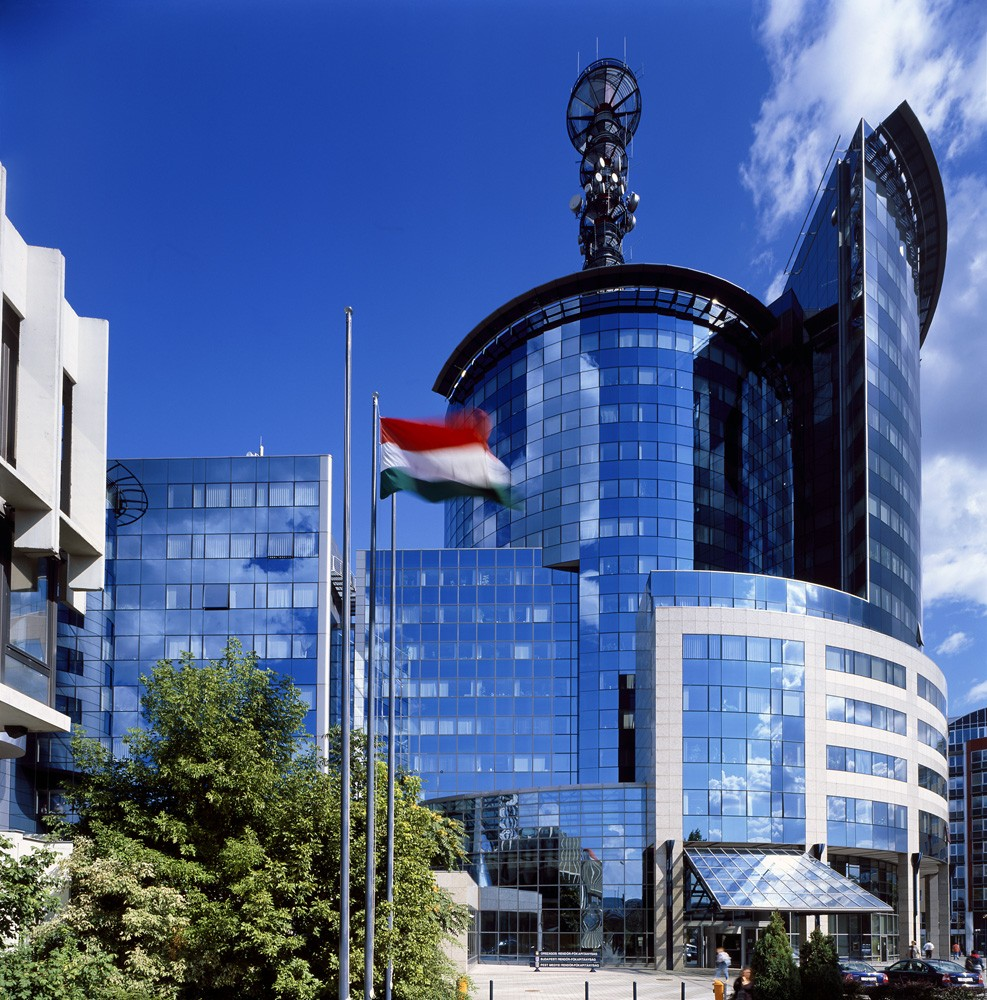
Az Országos Rendőr-főkapitányság épülete („Rendőrpalota”)

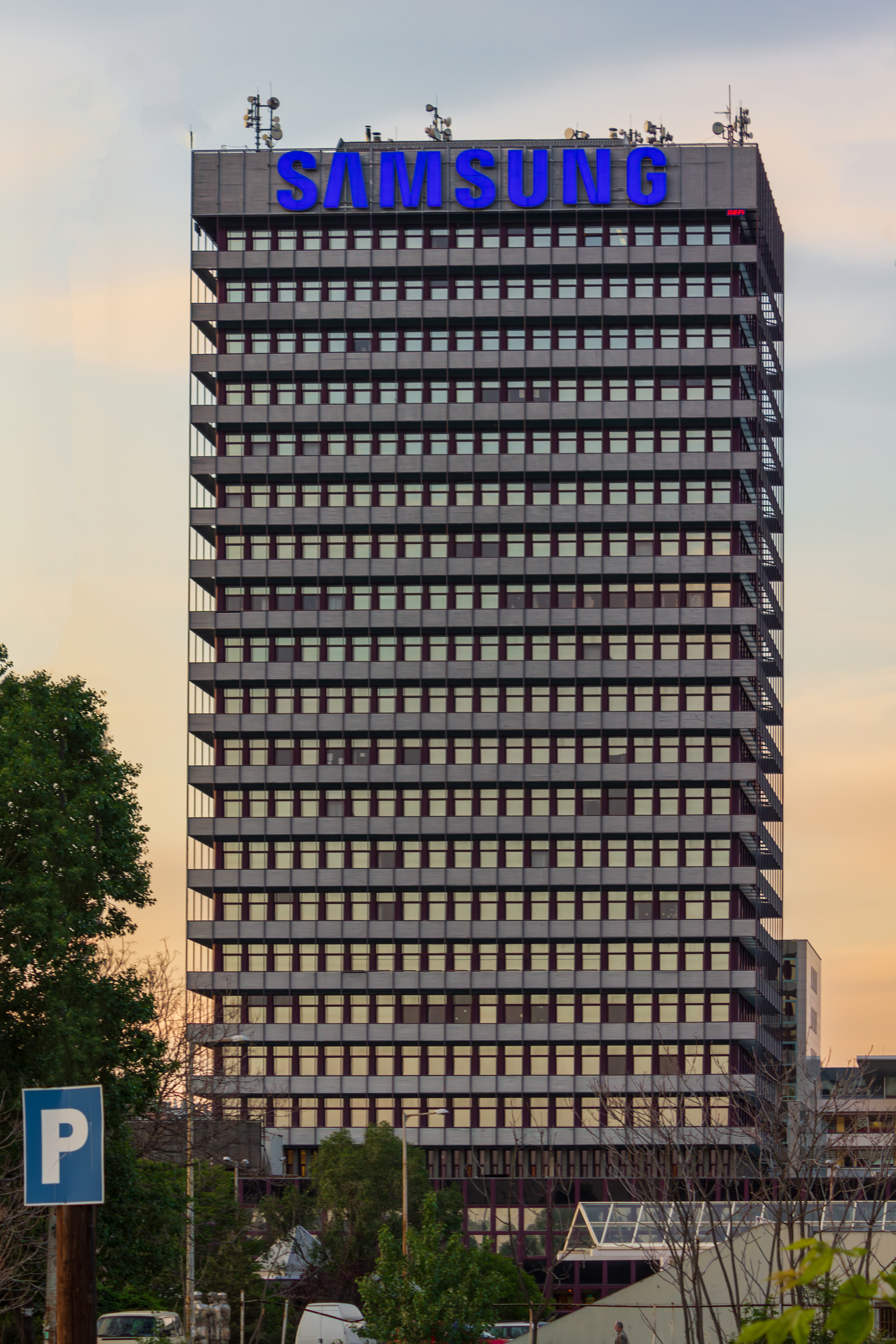
Az Országos Nyugdíjfolyósító Intézet székháza

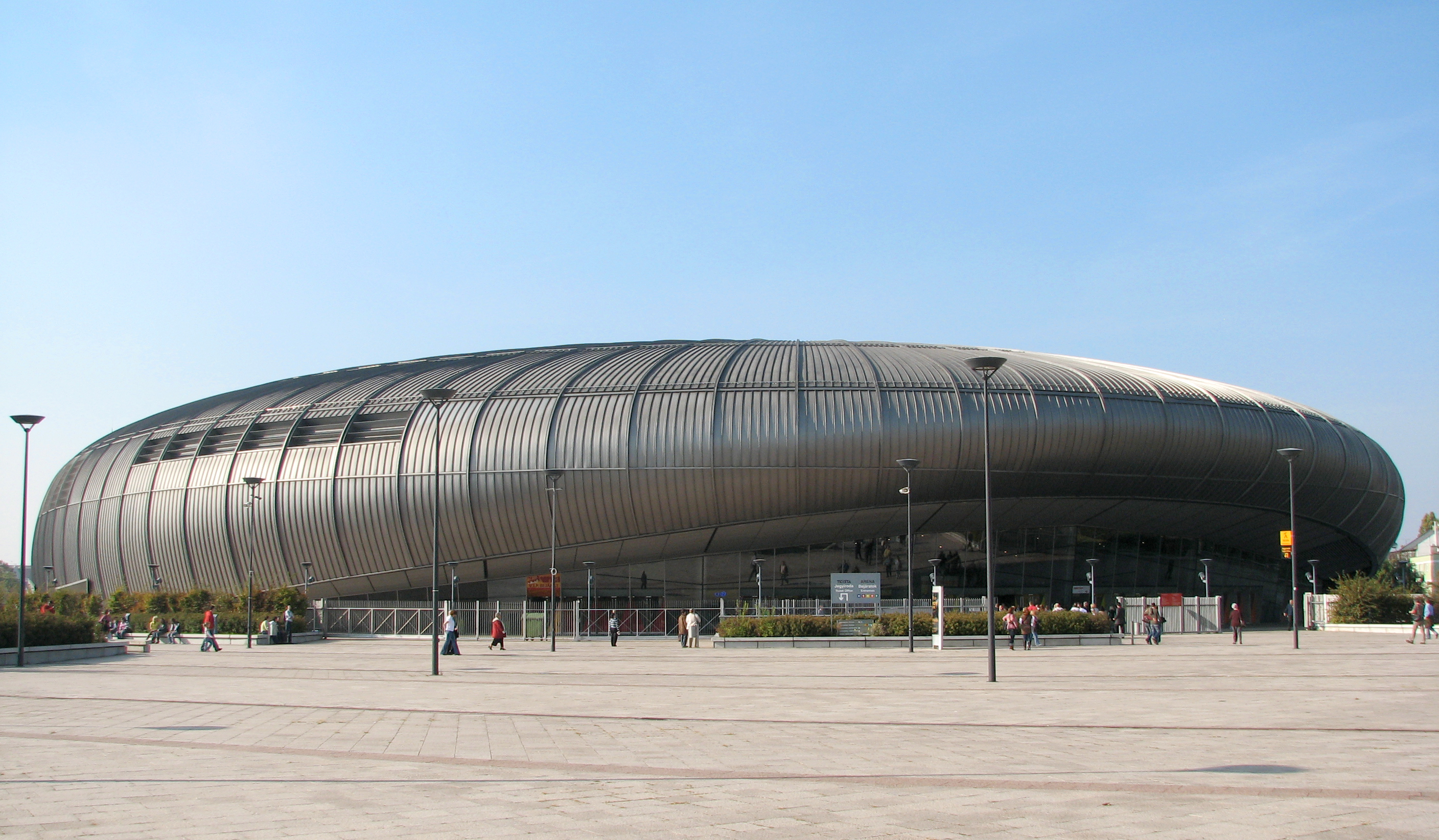
Papp László Budapest Sportaréna

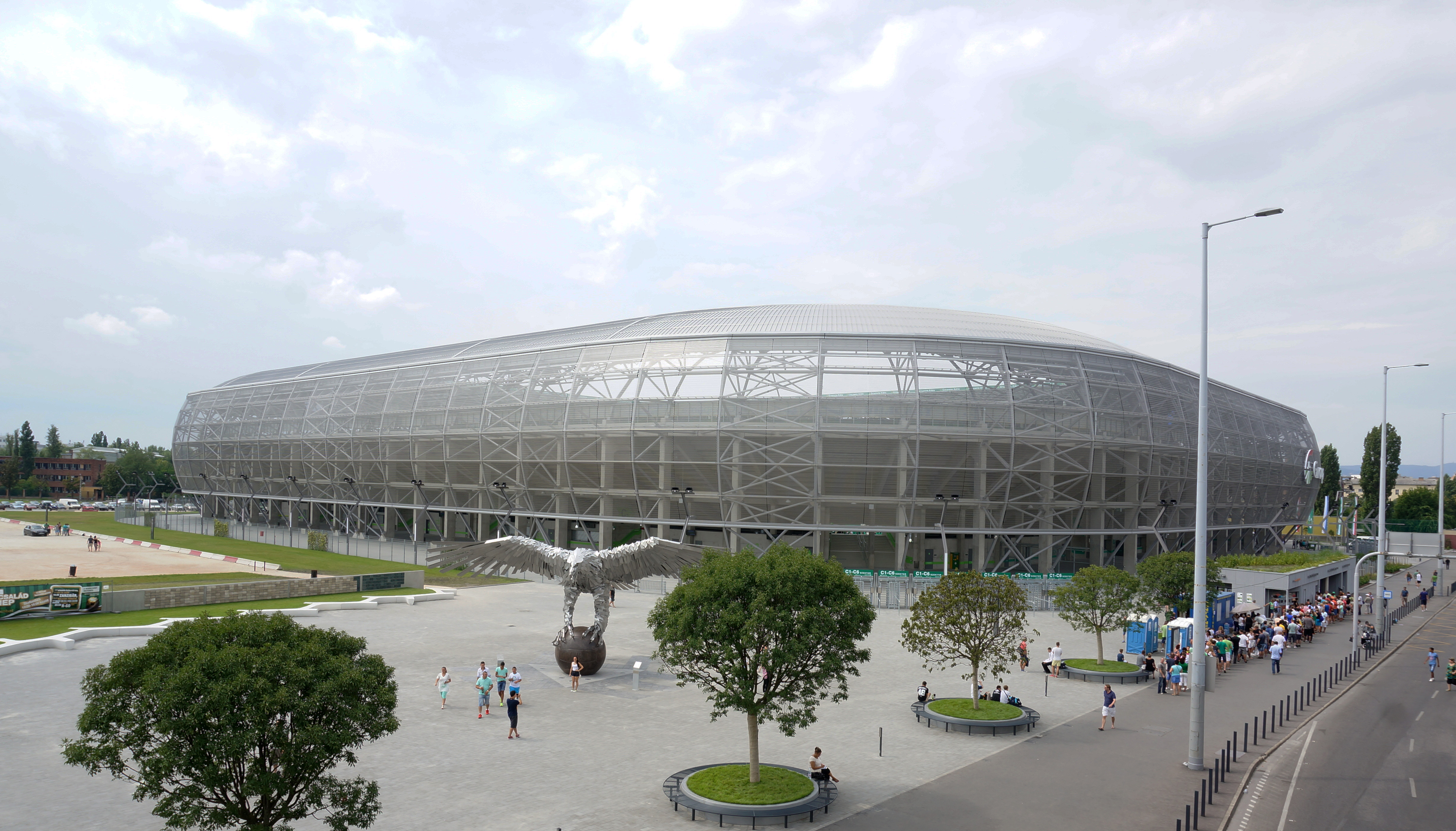
Groupama Aréna

- Europe Tower (Erste Bank Hungary Zrt. székház)
- Duna Tower
- Árpád híd autóbusz-állomás – Göncz Árpád városközpont metróállomás
- József Attila Színház
- Az Országos Rendőr-főkapitányság épülete
- Magyar Államkincstár
- Az Országos Nyugdíjfolyósító Intézet székháza
- Nemzeti Egészségbiztosítási Alapkezelő
- MH Egészségügyi Központ - Magyar Honvédség Központi Kórháza
- Posta Biztosító székháza
- Nyírő Gyula Országos Pszichiátriai és Addiktológiai Intézet
- Városliget
- Gropama Garancia Biztosító Zrt. székház
- Chevra Kadisa Aggok Menháza
- Vakok Általános Iskolája
- Papp László Budapest Sportaréna
- Puskás Aréna
- Stadion autóbusz-állomás – Puskás Ferenc Stadion metróállomás
- Zrínyi Miklós Nemzetvédelmi Egyetem
- Hidegkuti Nándor Stadion
- Északi Járműjavító
- Ganz–MÁVAG
- Népliget
- MÁV Magyar Államvasutak Zrt. székháza
- Tündérpalota
- Népliget autóbusz-állomás – Népliget metróállomás
- Groupama Aréna
- Szent László Kórház
- Ferencváros vasútállomás
- Málenkij Robot Emlékhely
- Lurdy Ház
- Millenniumi Városközpont
- Müpa
- Nemzeti Színház